# Manorcunningham
Manorcunningham (iriska: Mainéar Uí Chuinneagáin) är en ort i republiken Irland.   Den ligger i grevskapet County Donegal och provinsen Ulster, i den norra delen av landet, 200 km nordväst om huvudstaden Dublin. Manorcunningham ligger 43 meter över havet och antalet invånare är 643.
Terrängen runt Manorcunningham är kuperad åt sydväst, men åt nordost är den platt. Runt Manorcunningham är det ganska glesbefolkat, med 23 invånare per kvadratkilometer. Närmaste större samhälle är Letterkenny, 7,4 km väster om Manorcunningham. Trakten runt Manorcunningham består i huvudsak av gräsmarker.